# Erin (Tennessee)
Erin é uma cidade localizada no estado norte-americano de Tennessee, no Condado de Houston.

## Demografia
Segundo o censo norte-americano de 2000, a sua população era de 1490 habitantes.
Em 2006, foi estimada uma população de 1456, um decréscimo de 34 (-2.3%).

## Geografia
De acordo com o United States Census Bureau tem uma área de
10,6 km², dos quais 10,6 km² cobertos por terra e 0,0 km² cobertos por água. Erin localiza-se a aproximadamente 195 m acima do nível do mar.

## Localidades na vizinhança
O diagrama seguinte representa as localidades num raio de 24 km ao redor de Erin.